# Српска војска у Првом балканском рату
Српска војска у Првом балканском рату била је оружана сила Краљевине Србије у сукобу са Османском империјом од октобра 1912. године до маја 1913. године.

## Састав[1]

### Прва армија
Под командом наследника престола Александра Карађорђевића.
Начелник штаба: пуковник Петар Бојовић
| Дивизија                                                 | Пукови и батерије |
| -------------------------------------------------------- | --- |
| Коњичка дивизија Кнез Арсен Карађорђевић                 | - I коњички пук Милош Обилић - мајор Антоније Антић - II коњички пук Цар Душан - мајор Војин Чолак-Антић - III коњички пук - мајор Петар Саватић - IV коњички пук Константин Константиновић - Јеврем Лазић - Коњичка артиљеријска дивизион - мајор Борисав Б. Тодоровић |
| Моравска дивизија I позива: Пуковник Илија Гојковић      | - I пешадијски пук Милош Велики (I позива) - пуковник Душан Туфегџић - II пешадијски пук (I позива) Књаз Михајло (Гвоздени пук) - потпуковник Владимир Ристић/потпуковник Душан Пурић - III пешадијски пук (I позива) - потпуковник Иван Павловић - XVI пешадијски пук (I позива) Цар Николај II - потпуковник Јован Викторовић - Моравски пољски артиљеријски пук (без 9. батерије) - потпуковник Љубомир Покорни - 1. брдска батерија - Коњички пук Моравске дивизије - мајор Велимир Вемић                                                                 |
| Дринска дивизија I позива: Пуковник Павле Јуришић Штурм  | - IV пешадијски пук (I позива) Стеван Немања - потпуковник Драгомир Димитријевић/потпуковник Радослав Карамарковић (привремено)/потпуковник Алекса Радовановић - V пешадијски пук (I позива) Краљ Милан - потпуковник Јован Васић/мајор Властимир Николић - VI пешадијски пук (I позива) Престолонаследник Александар - потпуковник Ђура Докић - XVII пешадијски пук (I позива) потпуковник Миладин Масаловић - Пољски артиљеријски пук Дринске дивизије (9 батерија) - потпуковник Божидар Срећковић - Коњички пук Дринске Дивизије - мајор Младен Лукићевић |
| Дунавска дивизија I позива: Пуковник Милош Божановић     | - VII пешадијски пук (I позива) Краљ Петар I - потпуковник Александар Глишић/потпуковник Милан Николић/потпуковник Милорад Ристић - VIII пешадијски пук (I позива) Престолонаследник Александар - потпуковник Душан П. Стефановић - IX пешадијски пук (I позива) Краљ Никола I - потпуковник Панта Грујић - XVIII пешадијски пук (I позива) Краљевић Ђорђе - потпуковник Михаило Зисић - Артиљеријски пук Дунавске дивизије (9 батерија) - потпуковник Светомир Матић - Коњички пук Дунавске дивизије - мајор Никола Цоловић                                  |
| Дунавска дивизија II позива Пуковник Михаило Рашић       | - VII пешадијски пук (II позива) - потпуковник Љубомир Јовичић/ потпуковник Милорад Марковић - VIII пешадијски пук (II позива) - потпуковник Симеун Јовановић - IX пешадијски пук (II позива) - потпуковник Љубомир Милић - IV прекобројни пешадијски пук (I позива) - потпуковник Живојин Нешић/потпуковник Светозар Радаковић/потпуковник Радомир Аранђеловић/потпуковник Љуба Костић - Артиљеријски дивизион Дунавске дивизије (3 батерије) - потпуковник Драгомир Ж. Стојановић - Коњички дивизион Дунавске дивизије - мајор Властимир А. Јаковљевић      |
| Тимочка дивизија II позива Пуковник Драгутин Милутиновић | - XIII пешадијски пук (II позива) - потпуковник Сава Димитријевић/ потпуковник Милорад Марковић - XIV пешадијски пук (II позива) - потпуковник Стојан Павловић - XV пешадијски пук (II позива) - потпуковник Никола Ј. Николић - Артиљеријски дивизион Тимочке дивизије (3 батерије) - потпуковник Обрад Јовановић - Коњички дивизион Тимочке дивизије - мајор Светислав Маринковић |
| Армијска артиљерија                                      | - 1. хаубичка батерија - пуковник Милош Михајловић - 6. минобацачка батерија - пуковник Милош Михајловић - 1, 2. и 3. тешка батерија 120mm - пуковник Мирко Милосављевић |

### Друга армија
Командант: генерал Степа Степановић
| Дивизије                                                 | Пукови и батерије |
| -------------------------------------------------------- | --- |
| Тимочка дивизија I позива Пуковник Владимир Кондић       | - XIII пешадијски пук (I позива) Хајдук Вељко - потпуковник Милош Станковић/потпуковник Миљко Поповић - XIV пешадијски пук (II позива) - потпуковник Коста Кнежевић - XV пешадијски пук (II позива) Стеван Синђелић - потпуковник Гаврило Јевтић - XX пешадијски пук (II позива) - потпуковник Јован Угриновић - Пољски артиљеријски пук Тимочке дивизије (9 батерија) - потпуковник Владимир Бошковић - Коњички пук Тимочке дивизије - мајор Петар Живковић |
| VII Рилска пешадијска дивизија(бугарска) генерал Тодоров | - I бригада - II бригада - III бригада |
| Армијска артиљерија                                      | - 1. дивизион брдског артиљеријског пука (без 1. батерије) - 2. хаубичка батерија |

### Трећа армија
Командант: генерал Божидар Јанковић
| Дивизије и бригаде                                        | Пукови и батерије |
| --------------------------------------------------------- | --- |
| Шумадијска дивизија I позива Пуковник Ђорђе Михаиловић    | - X пешадијски пук (II позива) - потпуковник Душан Р. Димитријевић - XI пешадијски пук (I позива) - потпуковник Богољуб Младеновић - XII пешадијски пук (I позива) - потпуковник Миливоје Стојановић - XIX пешадијски пук (I позива) - потпуковник Милијан Недељковић - Пољски артиљеријски пук Шумадијске дивизије Танаско Рајић (9 батерија) - потпуковник Светислав Тасовац - Коњички пук Шумадијске дивизије - потпуковник Ђорђе Крстић |
| Моравска дивизија II позива Пуковник Милован С. Недић     | - I пешадијски пук (II позива) - потпуковник Милан Јаношевић/ потпуковник Љубомир Марић - II пешадијски пук (II позива) - потпуковник Душан Васић - III пешадијски пук (II позива) - потпуковник Милутин Стефановић - Пољски артиљеријски пук Моравске дивизије (3 батерије) - потпуковник Љубомир Вучићевић - Коњички дивизион Моравске дивизије - мајор Иван Л. Докић                                                                     |
| Дринска дивизија II Пуковник Павле Пауновић               | - V пешадијски пук (II позива) - потпуковник Милован Плазина - VI пешадијски пук (II позива) - потпуковник Алекса Петровић - Пољски артиљеријски дивизион Дринске дивизије (без 3. батерије) - потпуковник Александар Мијушковић - Коњички дивизион Дринске дивизије - мајор Селимир Остојић |
| Моравска бригада I позива: Потпуковник Стеван Миловановић | - I прекобројни пешадијски пук (I позива) - потпуковник Алекса Радовановић/потпуковник Јован Васић - II прекобројни пешадијски пук (I позива) - потпуковник Божидар Јанковић - 9 батерија (издвојен из Моравског пољског артиљеријског пука) - коњички дивизион - капетан прве класе Владислав Милићевић |
| Армијска коњица                                           | - два коњичка ескадрона |
| Армијска артиљерија                                       | - 2. дивизион брдске артиљерије - 3. дивизион брдске артиљерије - 3. хаубичка батерија - 4. хаубичка батерија - 4. тешка батерија 120 mm |
| Четнички одреди Мајор Алимпије Марјановић                 | - Медвеђа - Луково - Куршумлија - Колашин |

### Ибарска војска
Командант: генерал Михаило Живковић
| Дивизије                                                | Пукови ии батерије |
| ------------------------------------------------------- | --- |
| Шумадијска дивизија II позива Пуковник Михаило Јанковић | - X пешадијски пук (II позива) - потпуковник Светолик Димитријевић - XI пешадијски пук (II позива) - потпуковник Михаило П. Рерих - XII пешадијски пук (II позива) - потпуковник Алекса Стевановић - Пољски артиљеријски дивизион Шумадијске дивизије - потпуковник Аћим Аћимовић - Брдски артиљеријски дивизион (II позива) - потпуковник Марко В. Марковић - Коњички дивизион Шумадијска дивизија - мајор Драгутин Мићић |
| Остале јединице                                         | - V прекобројни пешадијски пук - потпуковник Живојин Бацић/потпуковник Драгиша Костић - 5. хаубичка батерија - 5. тешка батерија 120 mm |

### Јаворска бригада
Командант: пуковник Миливоје Анђелковић Кајафа
- III прекобројни пешадијски пук(I позива) - потпуковник Светислав Г. Мишковић
- IV пешадијски пук (II позива) - потпуковник Вилотије Марковић
- 3. батерија
- 4. брдска батерија (II позива)
- 1. ужичка батерија
- 6. тешка батерија 120 mm
- коњички ескадрон